# Маори и црни Гонзалес
Маори и црни Гонзалес (1994) је први албум новосадског панк рок бенда Атеист реп. Издат је у форми музичке касете (скраћено издање) и компакт-диска.

## Списак песама
1. Љубав - 3:15
2. Блу трабант - 4:39
3.Wartburg лимузина - 4:17
4. Ритам - 2:10
5. Сарајево - 5:33
6. Пилоти - 1:21
7. Штрикање - 3:40
8. Помоћни - ЂУБРЕ!!! - 4:11
9. У змајевом гнезду - 2:45
10. ОРА је прави начин да... - 4:15
11. Плитка поезија - 5:06
12. Ритам (live) - 1:58
13. ОРА је прави начин да... (live) - 4:00
14. Љубав (live) - 3:04
15. Густи сок - 3:38
16. Стомак елиминатор - 3:08
17. Новосадски вашар - 3:08
18. Грил 13 - 2:57

## Чланови групе
- Dr Поп (Александар Попов) - вокал
- Пећинко (Владимир Козбашић) - вокал
- Радуле (Владимир Радусиновић) - гитара и вокал
- Заре (Зоран Зарић) - бас-гитара
- Ацке (Александар Милованов) - бубњеви
- Гоја - гитара
- Теча - гитара и волан

## Остало
- Снимано и миксовано током новембра и децембра 1992. у студију ДО-РЕ-МИ у Новом Саду.
- Музика и текстови: Атеист Реп.
- Специјални гост у првој песми: Јосип Броз Тито.
- Дизајн омота и фотографије у унутрашњости: Ранко Томић.